# Eddie Collins
Edward Trowbridge Collins Sr. (Millerton, Nueva York, 2 de mayo de 1887 -  Boston, Massachusetts, 25 de marzo de 1951) fue un beisbolista y mánager estadounidense. Jugaba en la posición de segunda base y desarrolló su carrera en los Philadelphia Athletics y los Chicago White Sox de las Grandes Ligas de Béisbol (MLB).
Considerado como uno de los mejores segunda base de la historia, Collins fue una vez MVP de la Liga Americana y seis veces campeón de la Serie Mundial. Es el jugador que más títulos mundiales ha ganado sin haber jugado nunca en los New York Yankees.

## Carrera

### Universidad
Atípico para un beisbolista de la época, asistió al college y fue también capitán de fútbol americano de la Columbia University. En su primer año con los Athletics (1906), se encubrió con el nombre "Eddie Sullivan" para proteger su elegibilidad en las ligas colegiales y mantenerse así en el profesionalismo. En su primera temporada de más de 100 juegos (102 en 1908) tuvo un average de bateo de .273 y la siguiente alcanzó un .347 en temporada de 153 encuentros.

### MLB

#### Philadelphia Athletics
Siendo parte del popularmente conocido como “infield de los $100,000” llegó con su equipo a las series mundiales de 1910, 1911, 1913 y  1914 bajo la batuta del legendario manager Connie Mack, de las cuales ganaron las primeras tres, dos de ellas frente a los New York Giants. En esos cuatro clásicos de otoño tuvo un average global de .346 al bate. 
Eddie era un ágil y listo pelotero de grandes orejas, medía 1.74 de altura y 175 libras de peso que más de alguna vez fue ofendido por su pasado estudiantil. Sin embargo en el campo su desempeño era relevante, pues al bate tenía control y paciencia; y estafando las bases era sólo superado en las mayores por Ty Cobb. Además era un excelente bateador de toques de sacrificio.

#### Chicago White Sox
Después de la temporada de 1914 fue vendido a los Chicago White Sox. Junto a Shoeless Joe Jackson formaron un dueto ofensivo temible. Con este equipo alcanzó la serie mundial de 1917 que fue ganada en seis juegos frente a los New York Giants, un conocido equipo de Collins. Durante la serie y en el sexto encuentro en el cuarto episodio, protagonizó un hecho memorable de los clásicos de otoño: estando en tercera base a la ofensiva y con el marcador en blanco, el pitcher de los Giants recibió un roletazo de Happy Felsch y lanzó a la tercera base Heinie Zimmerman con Collins distanciado; Zimmerman, en vez de lanzar al cácher, se dio a la tarea de perseguir al veloz corredor sin éxito, logrando así la primera carrera de los White Sox.  Eddie logró en esta serie average de bateo de .409, la tercera vez que lo hacia arriba de .400 en clásicos de otoño.
La temporada de 1918 alcanzó apenas 97 participaciones, pues formó parte de los Cuerpo de Marines de los Estados Unidos. No obstante regresó el año siguiente con su equipo para retornar a su sexta serie mundial y segunda con esta franquicia frente a los Cincinnati Reds, quienes se llevaron en clásico en ocho juegos al mejor de nueve. Sin embargo, esta serie fue opacada por lo que se conocería como el “Escándalo de los Medias Negras” (Black Sox scandal) donde ocho jugadores de los White Sox fueron acusados de jugar deshonestamente y perder a propósito para beneficiarse de jugosas apuestas. Collins no fue considerado entre los conspiradores.
Después del escándalo, el desempeño de Eddie no disminuyó a pesar de que las tácticas del béisbol variaron sustancialmente después de 1919. Logró un average de bateo de .372 en 1920, el mejor en toda su carrera, contando con 37 años en sus espaldas. Participó asimismo como entrenar y jugador para su equipo en los años 1925 y 1926. 

#### Regreso a los Athletics
De 1927 a 1930 retornó a los Athletics como coach y pelotero viendo acción en pocas oportunidades, pero participando como colaborador de Connie Mack, quien llevaría al equipo a otra racha de fructífera entre 1929 y 1931.
A Collins le fue ofrecido entrenar a los New York Yankees tras la muerte de Miller Huggins, pero lo rechazó en la espera de suceder a Mack. Este, por el contrario, alargaría su estancia en los A’s  hasta el año 1950. Partió entonces a los Boston Red Sox donde se desempeñó como General Manager y copropietario del equipo por el resto de su vida. Collins fue ingresado al Salón de la Fama del Béisbol en 1939.